# NGC 577
إن جي سي 577 (بالألمانية: NGC 577) التي يرمز لها بالرمز NGC 577، هي مجرة، في كوكبة قيطس.

## الاكتشاف
اكتشفت في 23 أكتوبر 1867، بواسطة فيلهلم تمبل.